# Eugenia foetida
Eugenia foetida är en myrtenväxtart som beskrevs av Christiaan Hendrik Persoon. Eugenia foetida ingår i släktet Eugenia och familjen myrtenväxter. Inga underarter finns listade i Catalogue of Life.

## Bildgalleri

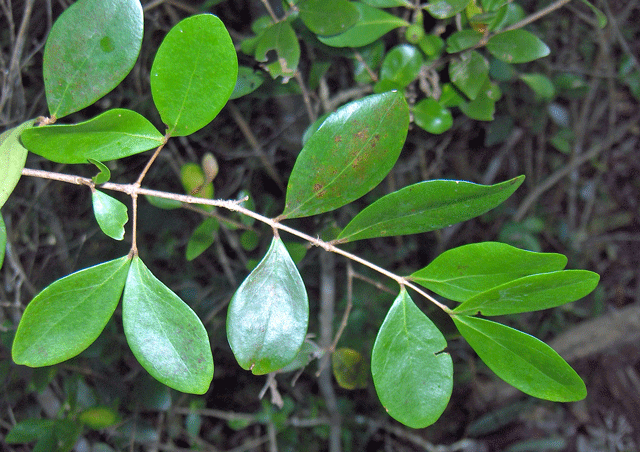
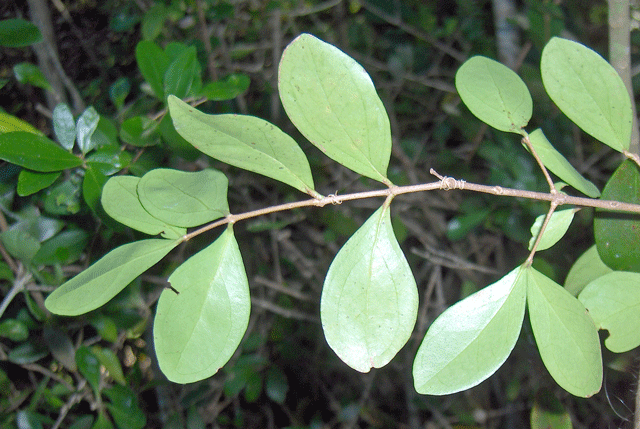